# Afghanistan
L'Afghanistan, anche conosciuto in italiano come Afganistan  (AFI: /afˈɡanistan/, pronuncia tradizionale /afɡanisˈtan/), è uno Stato senza sbocco al mare dell'Asia meridionale. Ha una superficie di 652864 km², una popolazione di 40 099 460 abitanti (stimata nel 2021), e ha come capitale Kabul. Confina a ovest con l'Iran, a sud e a est con il Pakistan, a nord con il Turkmenistan, l'Uzbekistan e il Tagikistan e con la Cina nella regione più a est della nazione attraverso il corridoio del Wakhan. Le lingue ufficiali del paese sono il dari e il pashtu.
La situazione politica dell'Afghanistan è frammentata: il governo riconosciuto dall'intera comunità internazionale è quello della Repubblica Islamica dell'Afghanistan, che di fatto ha cessato di esistere dopo la caduta di Kabul del 2021. Da agosto dello stesso anno, il paese è de facto controllato dai talebani, che ne hanno instaurato un emirato. A luglio 2025, l'emirato è riconosciuto solamente dalla Russia.
L'Afghanistan è uno dei paesi più poveri al mondo e il più povero dell'Asia.

## Storia

### Età antica

#### Lo zoroastrismo
Si pensa che tra il 2000 e il 1200 a.C. ondate di Arii che parlavano lingue indoeuropee siano dilagate nell'odierno Afghanistan, creando una nazione che prese il nome di Aryānām Xšaθra, o "Terra degli Arii".
Si ipotizza che lo zoroastrismo abbia avuto origine in Afghanistan, tra il 1800 e l'800 a.C. e che l'Afghanistan sia stato la terra di origine del profeta Zaratustra, fondatore di tale religione. Le antiche lingue dell'Iran orientale, come la lingua avestica, potrebbero essere state usate in Afghanistan all'incirca nello stesso periodo dell'ascesa dello Zoroastrismo. Certamente nell'attuale nord-est dell'Afghanistan era parlato il Battriano, lingua iranica orientale che fu lingua amministrativa dell'Impero Kusana. Nella zona orientale, la civiltà vedica indoariana potrebbe aver avuto una certa importanza, anche se questo deve essere ancora dimostrato definitivamente. Nella prima metà del VI secolo a.C. l'Impero Persiano soppiantò i Medi e incorporò l'Ariana all'interno dei propri confini.

#### Il buddismo e l'induismo
Intorno al 330 a.C. Alessandro Magno invase la regione. Dopo la breve occupazione macedone, i regni ellenistici dei Seleucidi e della Battriana presero il controllo dell'area, mentre i Maurya provenienti dall'India si annetterono per un certo periodo la parte sud-orientale, introducendo il Buddismo nella regione, che in seguito tornò sotto il dominio battriano. Durante il I secolo d.C. i Kushan Tocari occuparono la regione. In seguito, l'Ariana cadde in mano a diverse tribù eurasiatiche - tra cui i Parti, gli Sciti e gli Unni, senza dimenticare i Sasanidi persiani e alcuni governanti locali come i Sahi indù di Kabul - fino al VII secolo, quando gli eserciti degli Arabi musulmani invasero la regione.

### Età medievale

#### La conquista islamica
Quando nacque il califfato arabo-islamico, l'Afghanistan non era conosciuto con questo nome (assai recente) e l'area era vista come una realtà tutt'altro che omogenea, su cui gravitavano regioni come lo Zābulistān (attuale Afghanistan centrale), il Badakhshan, il Khorāsān e così via.
Il califfato omayyada inizialmente annetté nel 652 alcune parti dell'Afghanistan occidentale e in seguito, tra il 706 e il 709, conquistò quasi tutto il resto del paese, amministrando la regione con il nome di Khorasan. Con il passare del tempo gran parte della popolazione si convertì all'Islam, anche se minoranze manichee e buddhiste sono testimoniate fino a oltre l'anno 1000. L'Afghanistan diventò successivamente il centro di importanti regni locali, come quello ghaznavide (962-1050 circa), fondato da un ex-schiavo e poi governante turco originario di Ghazni, noto come Mahmud di Gazna, destinato a diventare celebre in tutto il mondo islamico per le sue campagne di conquista nell'India nord-occidentale. Il suo posto fu preso dai turchi Selgiuchidi, che diedero forma all'ultimo grande impero dell'Islam classico. Più tardi, col disgregarsi del potere selgiuchide, fu la volta dalla dinastia Ghuride (1151-1219), fondata da un altro governante locale, stavolta di estrazione tagika, Muhammad Ghori, i cui domini costituiranno in India la base del Sultanato di Delhi.

#### L'invasione mongola
Nel 1219 la regione fu invasa dai Mongoli di Gengis Khan, che devastarono il Paese e lo tennero tra varie vicende per circa un secolo. Una seconda invasione fu quella del celebre Tamerlano, alla fine del XIV secolo. I suoi figli diedero origine ai floridi regni dell'era timuride fra cui spicca quello afghano di Herat che fu, a cavallo tra il XV e il XVI secolo, un centro culturale fondamentale per comprendere gli sviluppi successivi della storia letteraria (persiana e turca-chagatay), artistica (arte miniaturista e architettura) e religiosa (misticismo sufi) del mondo islamico centro-asiatico.

### Età moderna

#### La dinastie islamiche
All'inizio del XVI secolo il generale Babur, diretto discendente di Tamerlano, condusse numerose guerre che portarono alla nascita dell'Impero Moghul, il cui territorio si estendeva dall'Afghanistan al Bangladesh, passando per i territori del Pakistan e dell'India. Più tardi i Safavidi persiani sfidarono il potere dei Moghul e nella prima metà del XVII secolo si impadronirono della regione. Nella prima metà del XVIII furono scorrerie devastanti in terra d'Iran da parte di tribù afghane a porre fine all'impero safavide. Quest'ultimo troverà il suo ultimo difensore nel generale Nadir Shah che, deposto l'ultimo Safavide e proclamatosi imperatore, respinse le tribù afghane riuscendo in seguito – grazie a un'abilissima politica di conciliazione sunnita/sciita – a ottenere la loro leale collaborazione e il controllo di gran parte dell'Afghanistan.

#### L'Impero Durrani
Il moderno Stato afghano nacque nel 1747 quando, con l'assassinio di Nadir Shah, il generale Ahmad Durrani, capo di una tribù pashtun dell'altopiano iranico, gli Abdali, si proclamò scià a Kandahar impadronendosi di tutta la parte orientale dell'Impero persiano fondando così l'Impero Durrani. Il territorio da lui conquistato coincideva sostanzialmente con i territori degli attuali Afghanistan e Pakistan a cui poi aggiunse anche il Kashmir e in seguito sconfisse l'Impero Maratha nel 1761 nella battaglia di Panipat.
Il successore Timur Shah spostò la capitale a Kabul e perse le province del Sind e di Balkh, con la sua morte avvenuta nel 1793 i cinque figli iniziarono una lotta di potere lunga vent'anni e che vide la progressiva affermazione della tribù dei Barakzai. La lotta si concluse con la vittoria nel 1809 di Mahmud Shah Durrani che governò l'Impero con l'appoggio del gran visir Fateh Khan della tribù dei Barakzai. L'assassinio del gran visir avvenuto nel 1818 da parte del figlio dello scià fornì l'occasione al fratello Dost Mohammed per compiere un colpo di Stato e acquisire il controllo del paese, permettendo alla famiglia reale di fuggire a Herat e dare così vita alla dinastia Barakzai.

### Età contemporanea

#### L'Emirato dell'Afghanistan
Per via della posizione strategica del territorio afghano l'Impero britannico e l'Impero russo entrarono in rotta di collisione portando così alla scoppio della prima e della seconda guerra anglo-afghana. La guerra terminò nel 1880 con la vittoria dei britannici e la proclamazione dell'emiro Abdur Rahman Khan che ridusse il potere dei capi tribali e avviò la modernizzazione del paese. I fratelli dell'emiro Habibullah Khan nel 1919 cominciarono una lotta fratricida che portò all'ascesa al trono di Amānullāh Khān che, per via delle sue posizioni anti-britanniche, proclamò la guerra santa contro l'Impero britannico e nonostante la vittoria dei britannici, l'Afghanistan riuscì ad ottenere l'indipendenza.

#### Il Regno dell'Afghanistan

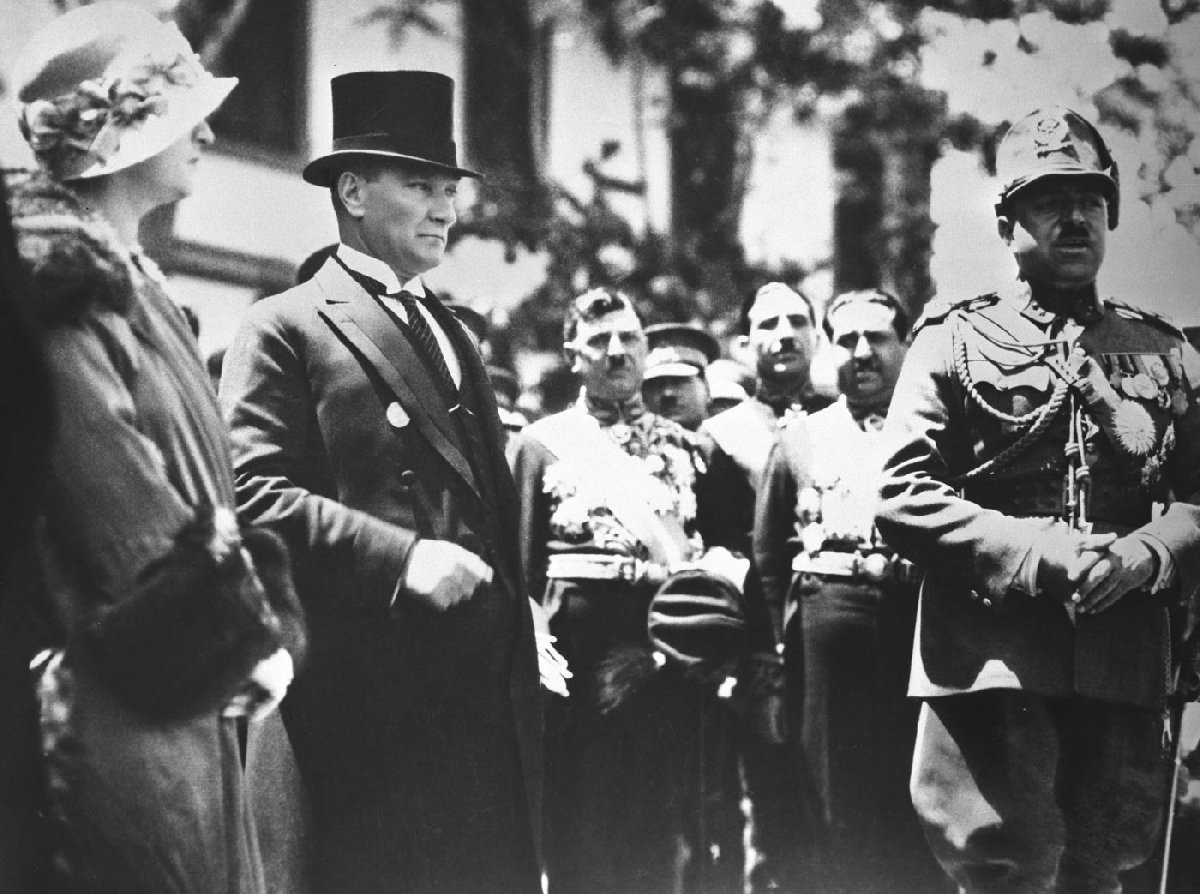
Re Amānullāh Khān, durante il tour europeo, qui con Mustafa Kemal Atatürk in Turchia (1928)

Con l'ascesa del re Amānullāh Khān nel 1919 il Paese riprese il controllo della propria politica estera, uscendo dalla zona di influenza del Regno Unito.
Il re operò per mettere fine al tradizionale isolamento del Paese negli anni successivi alla terza guerra anglo-afghana: stabilì rapporti diplomatici con i Paesi più importanti, e, a seguito di un viaggio in Europa e Turchia (durante il quale osservò l'operato di Atatürk), introdusse diverse riforme intese alla modernizzazione. Fu costretto ad abdicare nel gennaio 1929, dopo che una insurrezione armata guidata da Habibullah Kalakānī aveva preso Kabul.
Il principe Mohammed Nadir Shah, un cugino di Amānullāh, a sua volta sconfisse e uccise Habibullah Kalakānī nell'ottobre dello stesso anno e, con l'appoggio delle tribù Pashtun, fu dichiarato re. Nadir Shah abbandonò le riforme radicali del suo predecessore, a favore di un percorso più cauto verso la modernità. Nel 1933 fu assassinato da uno studente di Kabul.
Mohammed Zahir Shah (1914-2007), figlio diciannovenne di Nadir Shah, gli succedette al trono e regnò fino al 1973. Sotto il suo regno l'Afghanistan visse uno dei periodi più lunghi di stabilità. Durante questo periodo l'Afghanistan rimase neutrale. Non partecipò alla seconda guerra mondiale, né si allineò con i blocchi di potere durante la guerra fredda.
Mentre il re si trovava in Italia, il 17 luglio 1973 il cugino del re ed ex primo ministro Mohammed Daud Khan organizzò un golpe incruento e scrisse la parola fine per la monarchia in Afghanistan.

#### Le Repubbliche
Mohammed Daud Khan diede vita alla prima repubblica afghana, ma il suo governo non durò molto. Infatti il Partito Democratico Popolare dell'Afghanistan (PDPA), d'ispirazione marxista-leninista, rovesciò il governo di Mohammed Daud Khan il 27 aprile 1978 con un colpo di Stato (la cosiddetta Rivoluzione di Saur) e diede vita alla Repubblica Democratica dell'Afghanistan governata dal leader del partito, Nur Mohammad Taraki. Nei mesi successivi al colpo di Stato, il governo avviò una serie di riforme che si scontrarono fortemente con le autorità religiose locali e tribali che si opposero alle politiche di Taraki.
Allo stesso tempo, il governo ha brutalmente represso l'opposizione con migliaia di esecuzioni politiche. Fino a 27.000 furono giustiziati nella prigione di Pul-e-Charkhi.

#### Occupazione sovietica

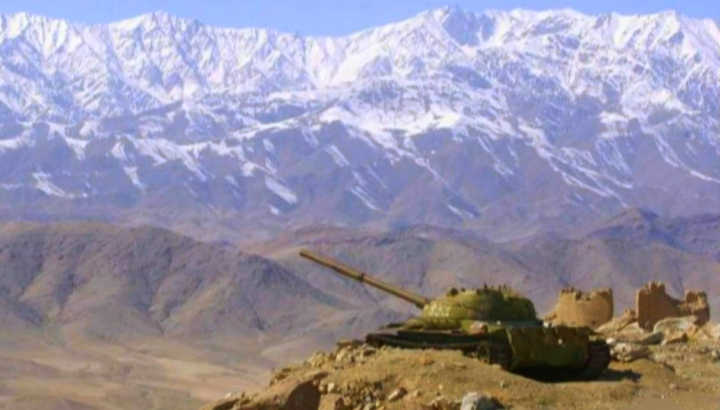
Un carro armato sovietico T-62 in posizione nelle montagne afghane

Nel mese di settembre 1979 Taraki venne assassinato, su ordine del suo vice primo ministro Hafizullah Amin, il quale lo sostituì alla guida del Paese. L'URSS non si fidò di Amin, sospettato di legami con la CIA, quindi decise d'invadere il Paese, anche a séguito di un aumento delle rivolte e del conseguente rischio di destabilizzazione della zona. L'Armata Sovietica entrò a Kabul il 27 dicembre 1979 e mise al potere Babrak Karmal, che fu il terzo presidente della Repubblica Democratica dell'Afghanistan. La guerra con i mujaheddin, finanziati anche dagli Stati Uniti, fu lunga e cruenta e terminò con l'abbandono del Paese da parte dei Sovietici nel febbraio 1989.

#### I governi talebani

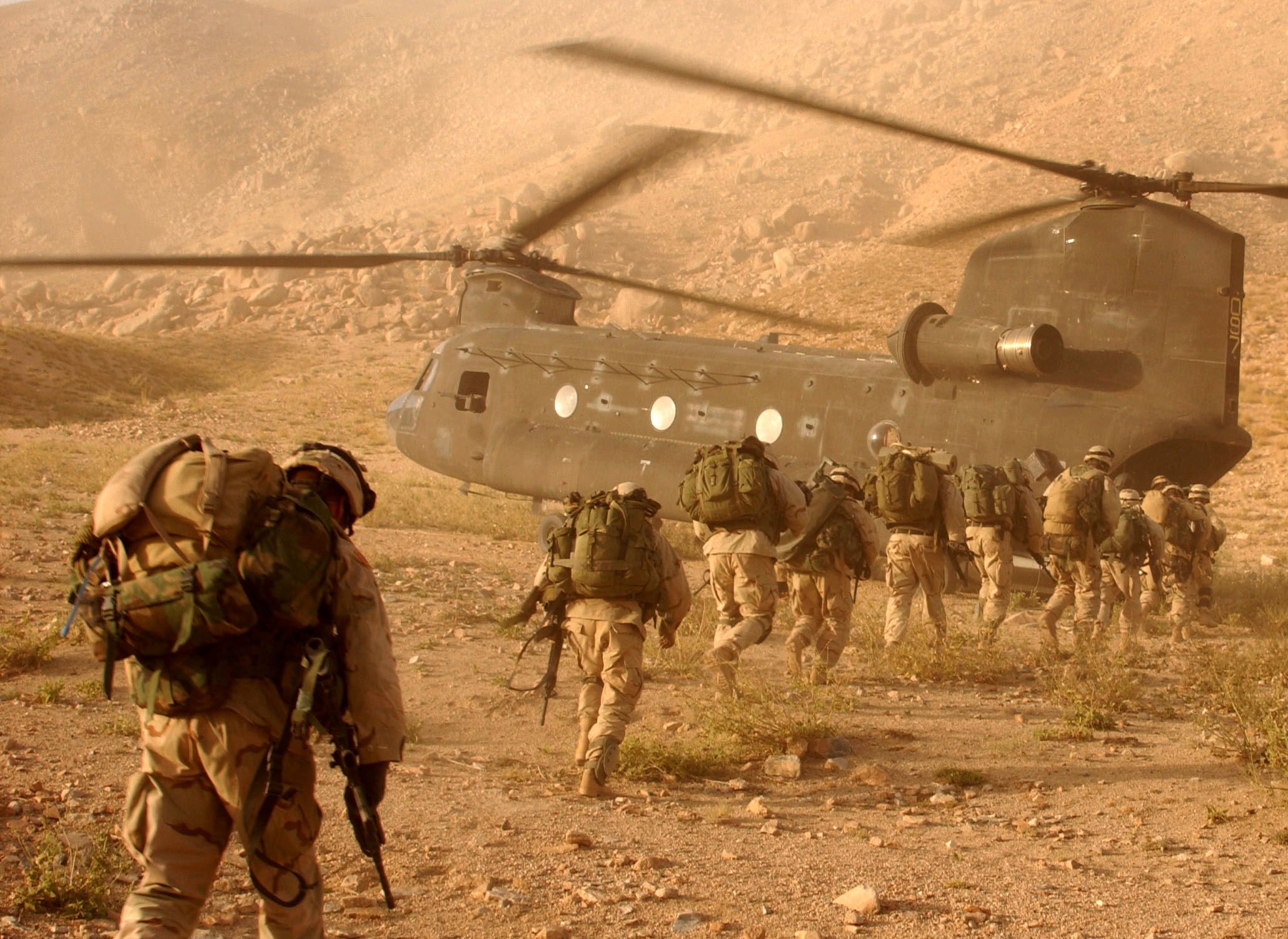
Soldati statunitensi nel distretto di Daychopan durante un'operazione alla ricerca di guerriglieri talebani e munizioni il 4 settembre 2003

Nonostante la mancanza di coesione, il 17 aprile 1992 i mujaheddin costrinsero il presidente Mohammad Najibullah alla fuga e proclamarono lo Stato Islamico dell'Afghanistan. Le forti tensioni tra i comandanti dei mujaheddin portarono alla formazione dei talebani, una milizia composta da giovani afghani di origine pashtun provenienti dalle scuole islamiche del Pakistan e da mujaheddin delusi dai loro comandanti. I finanziamenti derivati dal traffico degli oppiacei consentirono ai talebani di acquistare gli armamenti con cui condurre una guerra civile conclusasi nel 1996 con la presa di Kabul e la nascita dell'Emirato Islamico dell'Afghanistan capeggiato dal mullah Mohammed Omar. Il governo dei talebani trovò l'opposizione di alcuni mujaheddin guidati da Ahmad Shah Massoud e riuniti nell'Alleanza del Nord, mentre ottenne l'appoggio dell'organizzazione terroristica Al Qaida capeggiata dal miliardario saudita Osama bin Laden, giunto in Afghanistan nel 1996.

#### Occupazione statunitense
In seguito agli attentati dell'11 settembre 2001 e al continuo rifiuto da parte dei talebani di consegnare bin Laden, gli Stati Uniti d'America decisero d'invadere l'Afghanistan con l'obiettivo di porre fine al regime dei talebani ed eradicare Al Qaeda dal territorio. La superiorità militare statunitense consentì di riconquistare Kabul e nell'arco di tre mesi di instaurare un governo di transizione guidato da Hamid Karzai, poi ufficializzato il 9 ottobre 2004 con la celebrazione delle prime elezioni presidenziali da lui vinte. Durante la sua presidenza restò nel paese una considerevole presenza dei contingenti NATO dell'ISAF, che tentarono senza successo di porre fine alla guerriglia talebana; nel 2014 nuove elezioni videro la nomina a presidente di Ashraf Ghani. In seguito alle elezioni fu inaugurata l'operazione Sostegno Risoluto con l'obiettivo di formare un esercito regolare in grado di fronteggiare autonomamente la guerriglia talebana.

#### L'accordo di Doha e il ritorno del governo talebano
Con la firma dell'accordo di Doha fu programmato il progressivo ritiro delle forze dell'operazione Sostegno Risoluto, che una volta iniziato provocò una nuova offensiva delle milizie talebane. In poche settimane i talebani conquistarono la maggior parte del territorio afghano, entrando a Kabul il 15 agosto 2021 e costringendo alla fuga il presidente Ashraf Ghani. Allo stesso tempo rifondarono il secondo Emirato Islamico.
Nel gennaio 2022 il governo talebano inizia a richiedere il riconoscimento ufficiale. Sebbene i talebani non siano formalmente riconosciuti da alcuno Stato straniero, intrattengono rapporti informali con alcuni Paesi.
Nel 2023, i governi di Pakistan ed Iran hanno ordinato l'espulsione di gran parte dei cittadini afghani, portando le autorità talebane a condannare ufficialmente l'azione come un'"atto inumano".
Il 10 novembre 2024, il Ministero degli Esteri afghano ha confermato che i rappresentanti dei talebani avrebbero partecipato alla Conferenza delle Nazioni Unite sui cambiamenti climatici del 2024, segnando la prima partecipazione del Paese dal ritorno al potere dei talebani nel 2021. L'Afghanistan era stato escluso dai vertici precedenti a causa del mancato riconoscimento globale del regime talebano. Tuttavia, i responsabili ambientali dei talebani hanno sottolineato che il cambiamento climatico è una questione umanitaria, non politica, e dovrebbe essere affrontato a prescindere dalle divergenze politiche.

## Geografia fisica

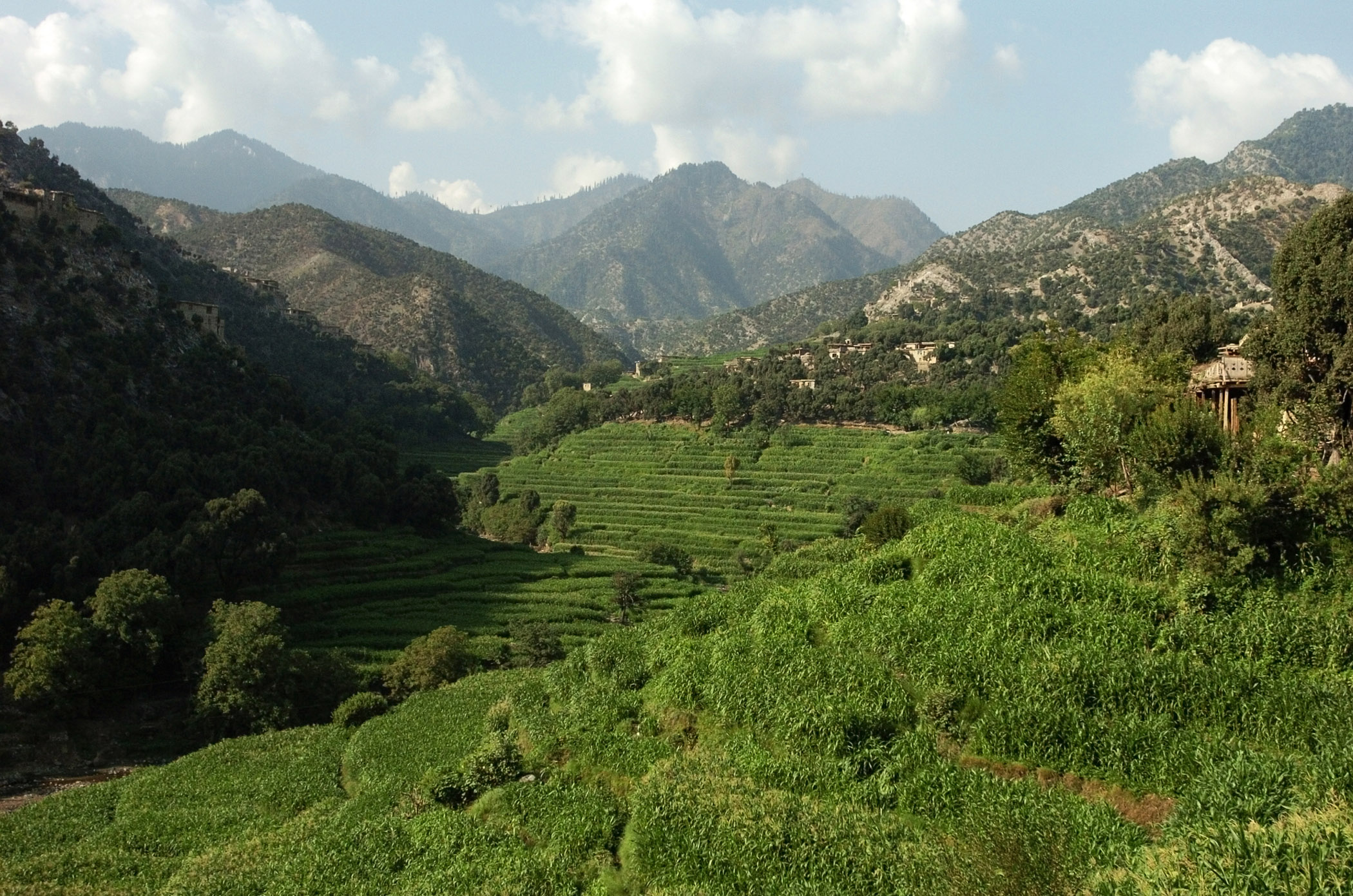
Korengal valle, Kunar

Privo di sbocchi sul mare e prevalentemente montuoso (per l'80% ha un'altitudine compresa tra i 600 e i 700 m s.l.m.), il territorio è dominato dall'Hindu Kush, la catena montuosa che taglia in due il paese: verso nord-est il sistema si salda con i massicci del Pamir e del Karakorum, mentre a sud-est si congiunge con i monti Sulaiman, in cui si aprono i passi di Khyber e Bolan, vie d'accesso all'India e importanti «porte storiche» dell'Asia. Verso nord-ovest i rilievi digradano nella pianura percorsa dal fiume Amu Darya, mentre verso sud lasciano spazio ad aree prevalentemente desertiche e ad ampi bacini palustri.
L'Hindu Kush prosegue a ovest con il massiccio del Koh-i-Baba collegato ai rilievi marginali dell'Iran; più a sud, si apre a ventaglio in una serie di catene parallele che digradano verso l'altopiano desertico del Rigestan (o Registan) e la depressione salina del Sistan. Nell'estremità settentrionale del paese si estende una limitata area pianeggiante - la regione storica della Battria o Turkestan afgano - lambita dall'Amu Darya.

### Idrografia
La maggior parte dei fiumi (Helmand, Hari Rud, Morghab) ha origine dalle catene centrali e defluisce nei bacini desertici meridionali, con la sola eccezione del Kabul, tributario dell'Indo. Sono inoltre presenti fiumi a carattere torrentizio che non sono di importante rilevanza e non sempre sono sufficienti a soddisfare il fabbisogno idrico dell'agricoltura locale.

### Clima

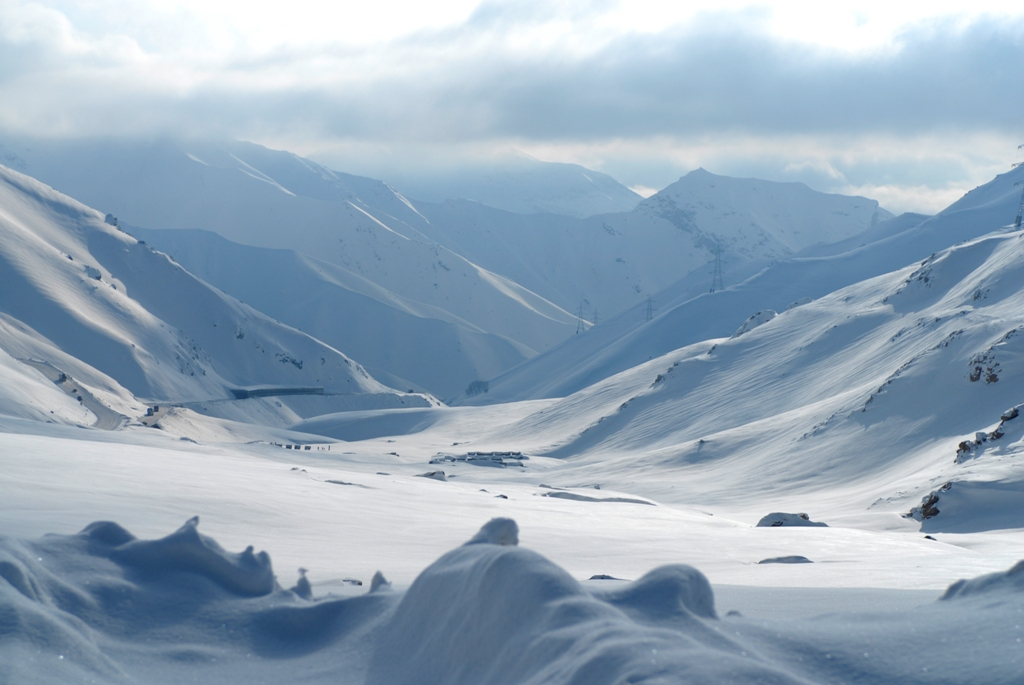
Neve, Parvan

L'Afghanistan è caratterizzato da un inverno rigido e un'estate torrida. Durante l'inverno la temperatura può scendere fino a -15°, ed è questo anche il periodo più piovoso dell'anno. L'estate è caratterizzata da un clima molto caldo e secco, meno in altitudine dove le sere sono fresche. I mesi migliori per il viaggio sono aprile, maggio e ottobre.
La forte aridità che caratterizza questa regione è causata da un clima di tipo continentale, con frequenti venti secchi e forti escursioni termiche, sia diurne sia stagionali. A Kabul le temperature oscillano tra -1 (media di gennaio) e 23 °C (luglio), con appena una trentina di giorni di pioggia annui.
Il paesaggio, arido e brullo, è dominato dalla steppa, sfruttata come pascolo; le ridotte aree forestali sono limitate ai versanti meridionali delle catene lungo il confine pakistano, che beneficiano dell'influsso monsonico.

## Società

### Demografia

Crescita demografica dal 1950 al 2016

La popolazione afgana è di 40 099 462 abitanti stimati nel 2021.
La densità è di 51 abitanti per km².
È distribuita soprattutto sugli altopiani e raggiunge una modesta densità.
La religione prevalente è musulmana sunnita.
Le lingue ufficiali sono il pashtu e il dari.

### Etnie
Dal momento che nel paese non si effettuano più censimenti accurati da diversi decenni, non vi sono informazioni precise sulla composizione etnica della popolazione. Tuttavia, stando alle stime del 2008 della Library of Congress degli Stati Uniti, le maggiori etnie che compongono la popolazione erano così suddivise:
- pashtun: 42%
- tagichi: 27%
- hazara: 9%
- uzbechi: 9%
- aimak: 4%
- turkmeni: 3%
- beluci: 2%
- tra le altre etnie la maggiore era quella dei nomadi kuchi, che dal 1979 erano circa 1,5 milioni.

Secondo queste stime, la maggioranza degli abitanti nel nordest era costituita da tagichi, nel centro nord da tagichi, hazara e uzbechi, nel sud e nell'est da pashtun.
I conflitti che si succedono dagli anni '70 hanno spesso acuito i contrasti tra comunità, complicati anche dall'arbitraria divisione confinaria decisa dai britannici nel 1893 con il tracciamento della linea Durand, che tuttora demarca i 2 640 chilometri di confine tra Afghanistan e Pakistan.

### Religione
La religione principale dell'Afghanistan è quella musulmana a maggioranza sunnita. Sono presenti minoranze di osservanza sciita, che viene praticata soprattutto dall'etnia Hazara nel centro del paese e, a ovest, a ridosso del confine con l'Iran. Nel Paese la libertà religiosa è limitata. L'ordinamento islamico prevede infatti libertà di culto per i non musulmani di nascita, ma anche la pena di morte per il musulmano che si rende colpevole di apostasia.

### Lingue
Diverse decine di lingue vengono parlate in Afghanistan, ma quelle ufficiali sono due: il dari (una forma di persiano) e il pashto. Il dari, l'idioma più diffuso, è parlato da almeno il 50% della popolazione, il pashto da circa il 35%. Le lingue di origine turca (come l'uzbeco e il turcomanno o turkmeno) sono parlate da circa l'11% degli afgani.
In particolare, nell'ambito delle 34 province dell'Afghanistan:
- 9 sono di lingua pashtu (Helmand, Khowst, Konar, Oruzgan, Paktia, Paktika, Kandahar, Vardak, Zabol);
- 3 sono di lingua dari (Bamiyan, Kapisa, Panjshir).

Nelle altre province sono pressoché diffusi entrambi gli idiomi. Sono inoltre parlati il turcomanno e l'uzbeco nelle province di Kabul, Faryab, Konduz e Baghlan, l'uzbeco nelle province di Samangan e Jowzjan, il beluci nelle province di Farah e di Nimruz, le lingue del Pamir nel Badakhshan, il nuristani nel Nurestan, il pashayi nella provincia di Laghman.

## Ordinamento dello Stato

### Suddivisione amministrativa
L'Afghanistan è suddiviso in 34 province dette velayat:
| - 1 Badakhshan - 2 Badghis - 3 Baghlan - 4 Balkh - 5 Bamiyan - 6 Daikondi - 7 Farah - 8 Faryab - 9 Ghazni - 10 Ghowr - 11 Helmand - 12 Herat - 13 Jowzjan | - 14 Kabul - 15 Kandahar - 16 Kapisa - 17 Khowst - 18 Konar - 19 Konduz - 20 Laghman - 21 Lowgar - 22 Nangarhar - 23 Nimruz - 24 Nurestanik - 25 Oruzgan - 26 Paktia | - 27 Paktika - 28 Panjshir - 29 Parvan - 30 Samangan - 31 Sar-e Pol - 32 Takhar - 33 Vardak - 34 Zabol |  |

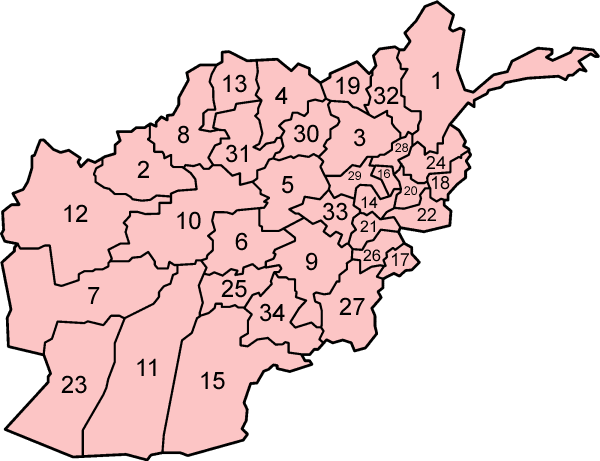
Mappa delle province dell'Afghanistan

Le province sono a loro volta suddivise in distretti. Esistono diversi distretti omonimi tra le varie province.

### Città principali
Le città principali e le più visitate sono la capitale Kabul e Kandahar, la seconda città più visitata dopo la capitale. Il turismo nelle città è in grande crescita data la presenza di molte opere d'arte preislamica, islamica e buddhista, altre città importanti sono Mazar-i Sharif e Herāt

### Istituzioni

#### Ordinamento scolastico
Il sistema di istruzione convenzionale a tutti i livelli in Afghanistan ha sofferto enormemente a seguito degli eventi di guerra, e di conflitti civili che hanno travagliato il paese, ed è attualmente in attiva ricostruzione. Il tasso di alfabetizzazione è del 28% (43% per gli uomini e 13% per le donne).

#### Università
L'Università di Kabul è stata istituita nel 1931.
In seguito alla richiesta nel 2002 dell'allora ministro afgano della pubblica istruzione dottor Sharif Fayez, è stato organizzato in Kabul un istituto di istruzione superiore, l'Università americana in Afghanistan, con corsi di laurea considerati prioritari per le immediate necessità del paese. Dal 2021 è chiusa.

#### Sistema sanitario
Secondo l'Indice di sviluppo umano, l'Afghanistan è il 15º paese meno sviluppato al mondo. L'aspettativa di vita media è stimata in circa 46 anni per i maschi e 44 per le femmine. Il paese ha uno dei più alti tassi di mortalità materna nel mondo, nonché il più alto tasso di mortalità infantile nel mondo (decessi di bambini sotto un anno d'età 15,28%). A dicembre 2011 il paese poteva contare su più di 3 000 ostetriche. In Afghanistan, la carenza di vitamina D colpisce il 73,1% della popolazione. Nel 2006 è stato comunicato che quasi il 60% della popolazione viveva a circa due ore dalla struttura sanitaria più vicina; nel 2002 era solo il 9%. Gli ultimi sondaggi indicano che il 57% degli afghani afferma di poter usufruire bene o molto bene a cliniche ed ospedali. La nazione possiede uno dei numeri più alti di persone affette da disabilità, con circa un milione di abitanti colpiti. Circa 80 000 persone hanno perso uno o più arti; la maggioranza di queste perdite sono causate dalle mine.

## Politica

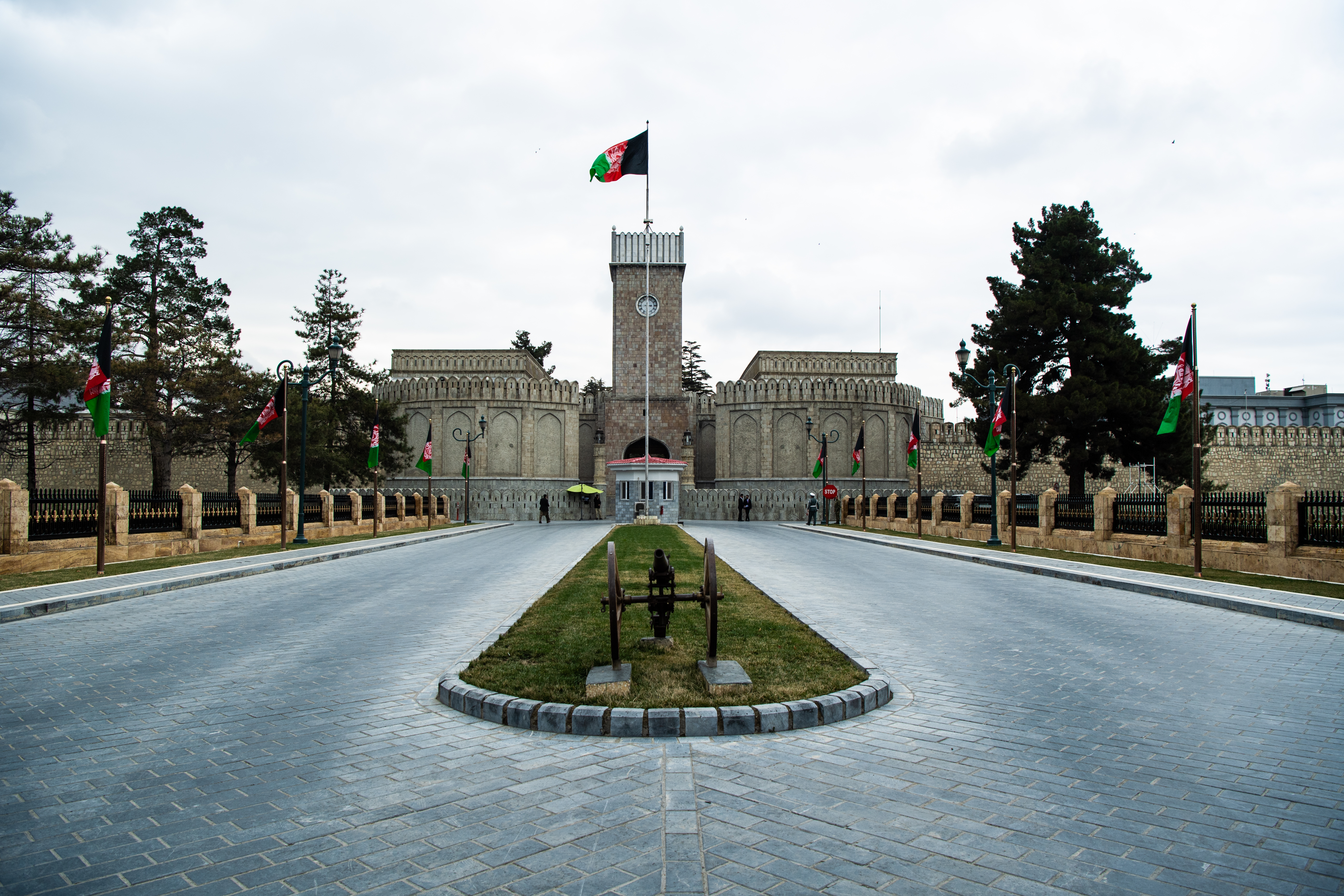
"Arg" (palazzo presidenziale), Kabul

Il paese è diviso in due forme di governo. I talebani governano con l'Emirato Islamico dal 2021 per la seconda volta. Il presidente ad interim dello stato afghano è in governo in esilio con la Repubblica Islamica.

### Capo di Stato
L'Afghanistan è de iure una repubblica islamica. In seguito alla presa di Kabul da parte dei talebani, Ghani lascia il Paese il 15 agosto 2021. Il 17 agosto dello stesso anno, secondo la Costituzione afghana viene nominato Amrullah Saleh presidente ad interim. Il movimento dei talebani ha proclamato, dal 7 settembre 2021, Hibatullah Akhundzada come nuovo capo di Stato, con il titolo di emiro dell'Afghanistan.

### Primo ministro
Il Primo ministro dell'Afghanistan è il capo del governo dello stato asiatico. Il capo del governo, in carica, è Mohammad Hassan Akhund, dal 7 settembre del 2021.
La carica governativa, nel corso della storia, è stato oggetto di riforme, di modifiche e di cambiamenti più volte. È stato più volte ripristinato e abolito nei tempi di guerra. Nel 2021, con la ripresa del potere a Kabul, ha ristabilito del ritorno del Primo ministro sotto la guida dei talebani.

### Parlamento
Il Parlamento è bicamerale: la camera bassa (Wolesi Jirga, Camera del popolo) è composta da 249 membri (dei quali almeno 64 devono essere donne e 10 sono eletti dai nomadi Kuchi) ognuno in carica per 5 anni, sono eletti su base distrettuale, a suffragio universale; la camera alta (Mesherano Jirga, Camera degli anziani) è invece composta da 102 membri, un terzo dei quali eletti da consigli distrettuali per 3 anni, un terzo eletti da consigli provinciali per 4 anni e un terzo nominati dal Presidente per un mandato di 5 anni. La camera bassa ha la responsabilità di scrivere e ratificare le leggi e di approvare le azioni del Presidente, mentre la camera alta svolge una funzione prevalentemente consultiva, oltre ad avere in alcuni casi potere di veto.
Nel 2021, con la presa dei talebani nel Paese, il parlamento viene sospeso.

### Costituzione
La Costituzione dell'Afghanistan risale al 4 gennaio 2004; è sospesa dal 16 agosto 2021.

## Economia
L'economia afgana è una tra le più povere del pianeta e risente dei continui conflitti che si sono susseguiti negli ultimi decenni che hanno distrutto le infrastrutture, sconvolto il sistema sociale, vessato e decimato la popolazione. La produzione di cereali sia per molti contadini sia per gli insorti, principalmente nelle regioni settentrionali, è a conduzione familiare (agricoltura di sussistenza), l'unica coltivazione redditizia è il papavero da oppio. I "lavoratori" sono sottopagati (la paga mensile varia da 1 a 3 dollari) ed eventualmente umiliati in pubblico per demolirne lo spirito per rendere più efficiente la produzione.
Le strade che transitano a Salang e a Tang-e Gharu ebbero un ruolo strategico nei recenti conflitti, l'uso estensivo da parte di veicoli militari ha lasciato le strade in cattive condizioni, diversi ponti bombardati non sono stati ricostruiti, di frequente le strade vengono chiuse a causa dei conflitti nell'area con grave danno al transito di beni di primaria necessità, attrezzature di emergenza e materiali per la ricostruzione destinati all'intero paese. Ampie porzioni di territorio rimangono minate. Il commercio risente della forte concorrenza sleale del contrabbando attuato principalmente attraverso l'Afghan Transit Trade ATT.

### Attività estrattiva
Fin dagli anni settanta sono state fatte ricerche in ambito minerario, che hanno condotto all'elaborazione di mappe dettagliate sulla composizione del sottosuolo afgano da parte di geologi sovietici. Tuttavia non fu possibile all'epoca avviare attività estrattive a causa delle enormi problematiche politiche del paese. Sono attive miniere di modeste dimensioni, a carattere artigianale, con manodopera familiare. Nel 2004 tecnici statunitensi hanno approfondito le ricerche sovietiche, avvalendosi di attrezzature più sofisticate e coprendo più di 2/3 del territorio afgano. I risultati ottenuti hanno portato a concludere che il Paese è ricco di ferro e rame, con riserve di rilevanza assoluta di niobio e litio. Presenti anche giacimenti argentiferi nei pressi di Kabul. Il Paese potrebbe quindi diventare un attore economico molto rilevante a livello mondiale per tali materiali.

### La questione della ferrovia

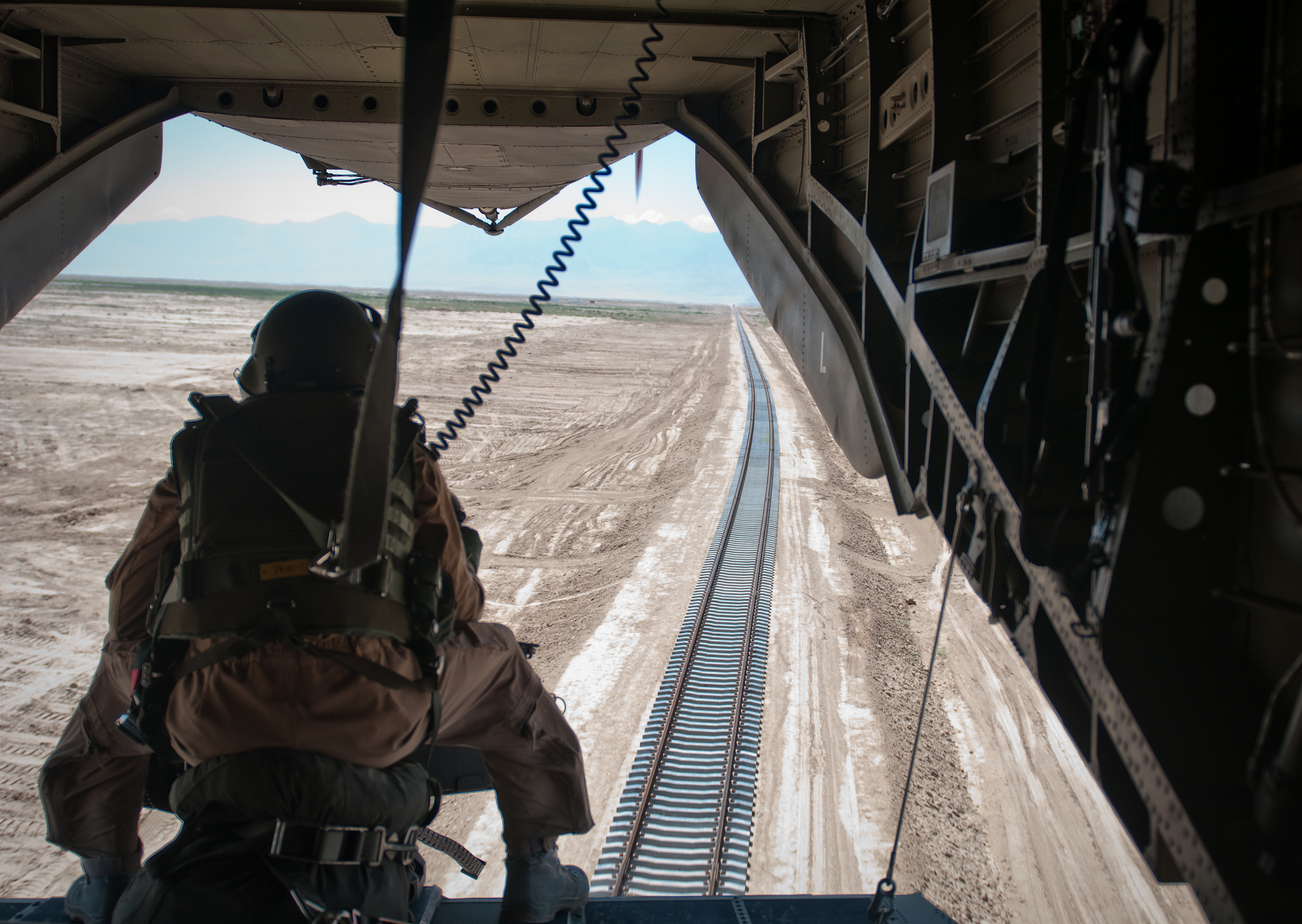
Ferrovia in costruzione dal confine uzbeko a Mazar-i Sharif, immagine ripresa da un elicottero statunitense.

Posto al crocevia centrale asiatico il paese non ha mai avuto ferrovie. Il fatto è emblematico, dato che tutti i paesi confinanti con l'Afghanistan ne hanno; tale fatto ha costituito un problema più che un vantaggio.
Infatti i paesi confinanti si affacciano all'Afghanistan con i loro sistemi ferroviari, diversi per scartamento e caratteristiche.
Alla frontiera nord i paesi della ex Unione Sovietica adottano lo scartamento largo russo di 1520 mm. A est la Cina adotta lo scartamento standard di 1435 mm. A sud il Pakistan adotta lo scartamento largo indiano di 1676 mm; mentre a ovest l'Iran adotta lo scartamento standard di 1435 mm, come la Cina.
Tutti i paesi confinanti hanno fatto forti pressioni affinché fosse adottata una estensione del loro scartamento nel paese, costituendo tale fatto una evidente testa di ponte privilegiata, utilizzabile per il condizionamento economico del paese, e per favorire i loro commerci. Per tale motivo le pressioni furono sempre eluse e respinte.
Attualmente è stato completato un tratto ferroviario di 75 km, sotto assistenza statunitense, che dalla cittadina afghana di frontiera con l'Uzbekistan, Hairatan, penetra verso sud fino alla cittadina di Mazar-i Sharif, con prevista estensione fino a Herat. Il tratto quindi è connesso con la rete dell'Uzbekistan, e adotta lo scartamento largo russo di 1520 mm, in uso in Uzbekistan; il tratto costituirà la prima parte del possibile asse ferroviario settentrionale dell'Afghanistan, con connessione frontaliera settentrionale.
In seguito alla costruzione di questa ferrovia si è verificata una storica apertura di dialogo tra il Governo iraniano ed il Governo afghano, per la costruzione di un tratto ferroviario di 191 chilometri tra Khaf, Iran ed Herat, Afghanistan, provenendo da ovest, e collegando il sud-ovest dell'Afghanistan con l'Iran settentrionale.
Il finanziamento è in gran parte a carico del governo iraniano e in parte a carico del governo afghano. Il finanziamento della ferrovia è supportato da un gruppo di banche asiatiche.
Il tratto ferroviario è a binario unico a scartamento standard, come è quello iraniano.

## Ambiente

### Flora
Gran parte dell'Afghanistan ha una vegetazione sparsa. Le pendici montuose a oriente sono la zona più verde del paese, con pinete e boschi misti di querce, ginepri e pistacchi. Tutte le foreste afghane sono minacciate dal disboscamento, e si stima che negli ultimi 25 anni il manto boschivo si sia ridotto allo 0,5% circa del territorio del paese - ovvero un sesto di quant'era in passato. Le pianure del nord sono aride e sembrerebbero senza vita, ma nascondono invece un suolo fertile che fiorisce ogni anno con le piogge tra aprile e maggio, trasformando queste spoglie distese in un tappeto verde disseminato di tulipani e genziane. I deserti del sud, sull'altro versante delle montagne, sono raramente interessati da queste precipitazioni e la loro vegetazione si limita in genere a qualche arbusto spinoso, alle mimose e alle artemisie.

### Fauna

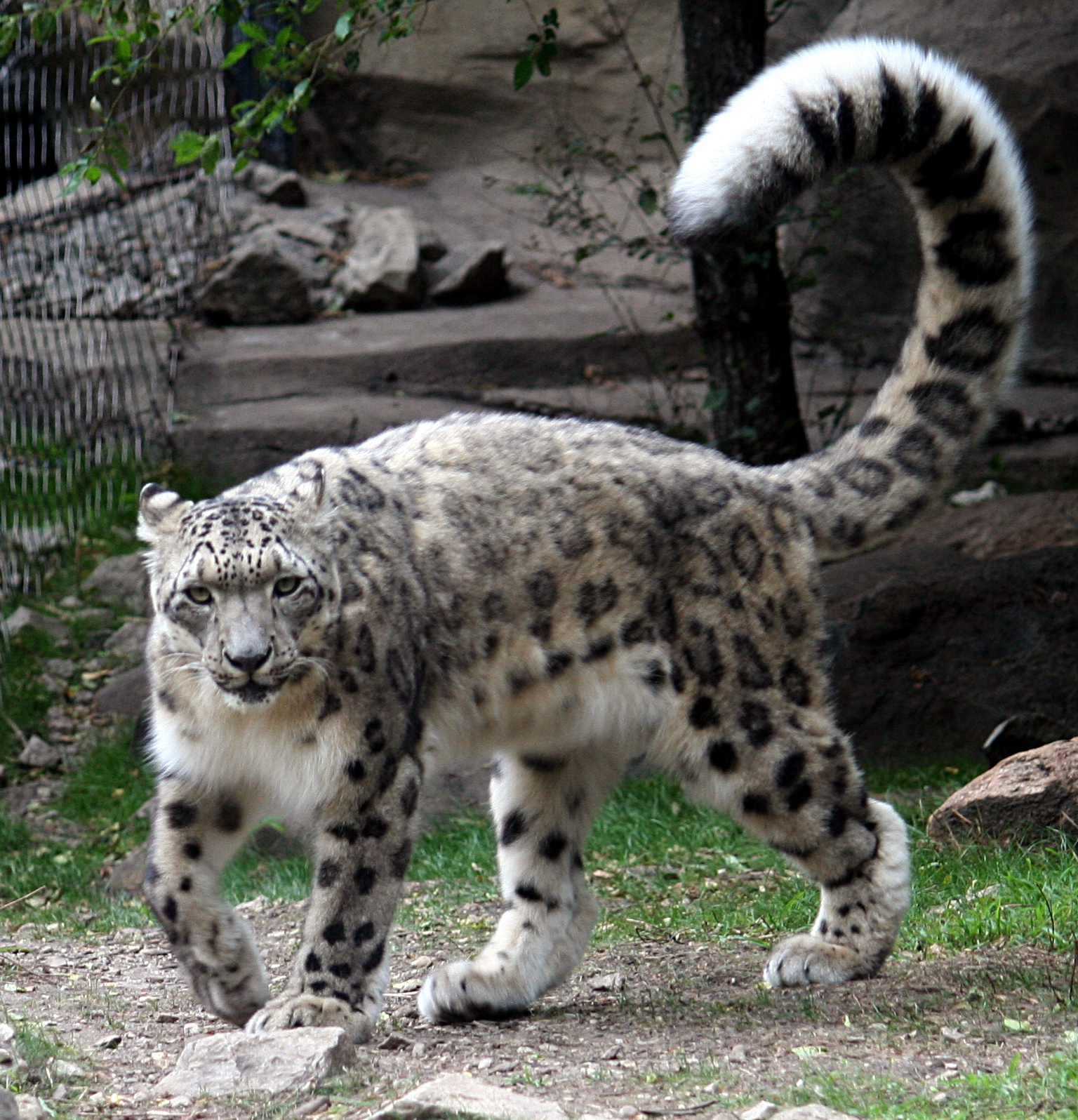
Il leopardo delle nevi, ormai molto raro in Afghanistan.

Con ogni probabilità il più famoso animale afghano è la pecora di Marco Polo (Ovis ammon polii), che prende il nome dal primo viaggiatore che la descrisse al mondo occidentale. Alta un metro al dorso e con manto di color grigio pallido, questa specie di muflone ha gigantesche corna a spirale che possono raggiungere il metro e mezzo di lunghezza. Si tratta di una specie di montagna, presente nel Corridoio del Wakhan e pure in Tagikistan, nella provincia cinese dello Xinjiang e nel Pakistan settentrionale. Marco Polo notò che i pastori locali lasciavano corna e ossa per contrassegnare i sentieri, un po' come fanno oggi wakhi e kirghisi. Esistono poi numerose altre specie di bellissime pecore e capre di montagna, che attualmente sono quasi tutte limitate al Badakhshan e ad altre province che confinano con il Pakistan: tra queste vanno citate il markhor, con le caratteristiche corna a spirale, la pecora urial e il magnifico stambecco siberiano.
Prima della guerra queste specie erano diffuse in tutto il paese. La gazzella dal gozzo, che vive nel deserto ed era cacciata dagli imperatori moghul, rischia ormai l'estinzione in Afghanistan. Dove ci sono le prede non mancano i predatori. Il leopardo delle nevi è uno degli animali più famosi, mentre il leopardo comune è diffuso in pochi esemplari su tutto il territorio afghano, nelle zone di collina, in montagna e nelle pianure. In habitat simili vivono il lupo grigio, ormai ridotto a qualche coppia o gruppo familiare anziché (come si potrebbe immaginare) in branchi numerosi, e lo sciacallo. L'orso bruno vive ancora in Badakhshan e Nuristan, ma non si conosce il numero di esemplari superstiti. Affine al precedente, ma più piccolo, l'orso nero è attestato in qualche raro esemplare nel Nuristan. In passato l'Afghanistan ospitava anche numerose tigri del Caspio (una specie oggi completamente estinta), che vivevano nelle paludi e nelle foreste lungo l'Amu Darya, e il ghepardo asiatico, il quale era usato per cacciare le gazzelle. Piccoli branchi di iene a strisce sono tuttora presenti nella macchia e nei deserti del sud. Il macaco reso è l'unico primate esistente in Afghanistan e vive nelle foreste del Nuristan.
In Afghanistan sono state registrate oltre 460 specie di uccelli, e quasi 200 nidificano nel paese. Si tratta in massima parte di specie paleartiche (di provenienza europea, dal Mediterraneo e dal nord dell'Asia), con un numero significativo di specie del subcontinente indiano. Tra gli uccelli più comuni ricordiamo il maina, il piccione selvatico, il bulbul e la poiana, mentre nelle montagne si avvistano regolarmente corvi e gracchi. Tra i grandi rapaci meritano un cenno l'avvoltoio monaco e il gigantesco avvoltoio barbuto, che vivono entrambi nelle zone isolate di montagna. I rapaci sono stati una mercanzia pregiata per alcuni gruppi etnici, e vengono tuttora catturati per la caccia o per essere venduti agli arabi. L'Afghanistan costituisce un importante corridoio per le specie migratorie di avifauna acquatica, mentre la zona meridionale del paese è da sempre uno dei luoghi di svernamento, dal quale in primavera e in estate molte specie si dirigono a nord, oltre il Passo Salang: si va dalle piccole anatre e dai trampolieri a specie più grandi come le cicogne; da diversi anni non viene più avvistata la gru siberiana.

## Cultura

### Arte

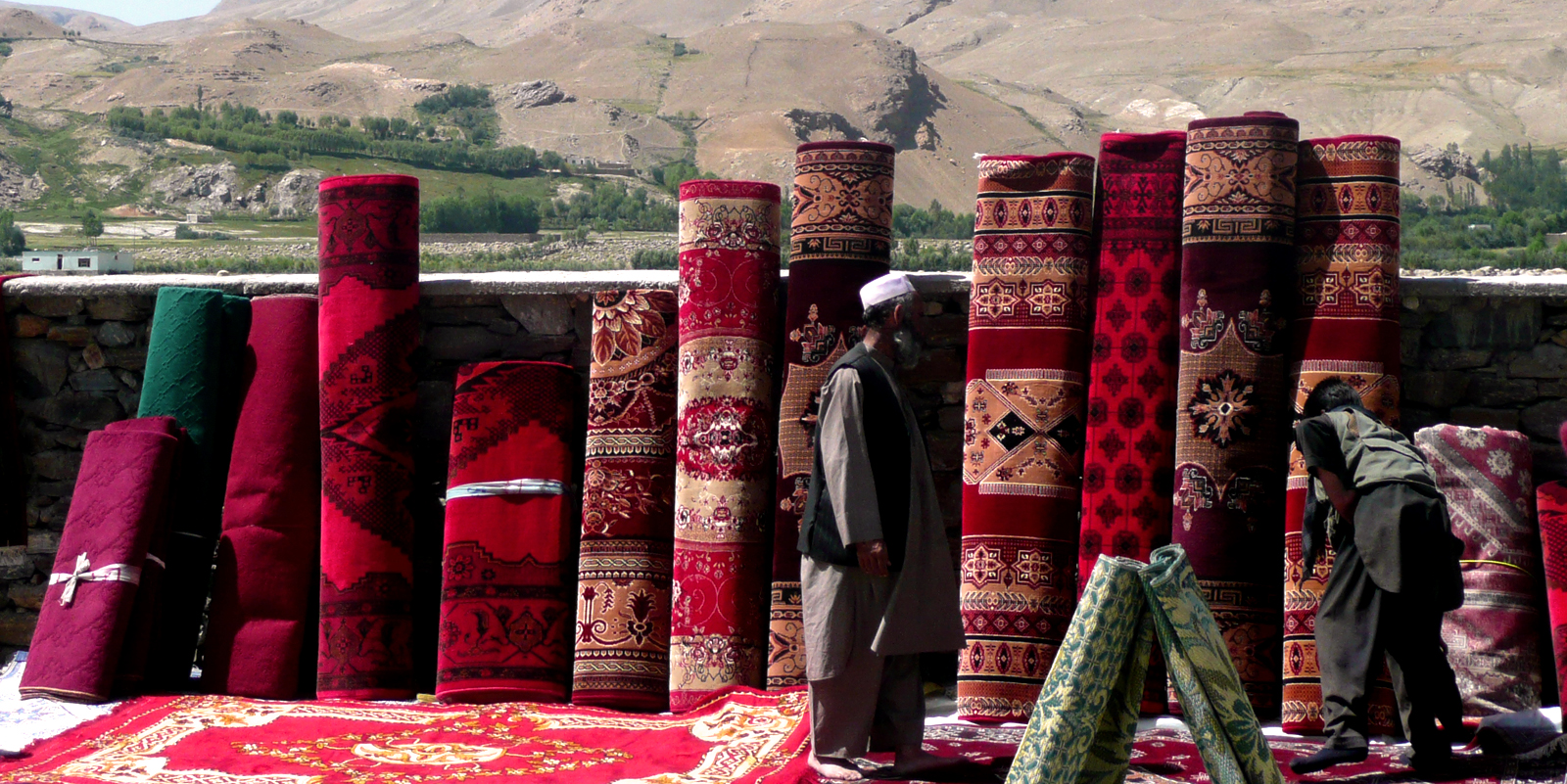
Tappeti afgani

L'arte preislamica del territorio afgano va inquadrata nella storia dell'arte delle grandi formazioni storico-culturali succedutesi nell'area: achemenide, greco-battriana, partica, sasanide e infine islamica. L'arte islamica fornisce certamente il motivo dominante del paesaggio artistico del paese, che peraltro ha subito danni notevolissimi a causa degli eventi bellici relativi a diverse invasioni recenti (russo-sovietica e euro-americana) e all'endemica guerra civile tra fazioni e tribù rivali. Nel paese sono ancora notevoli i resti di arte buddhista, tra cui sono da ricordare le gigantesche statue dei cosiddetti "Buddha di Bamiyan", divenuti tristemente celebri a causa del brutale cannoneggiamento subito a opera di estremisti religiosi (Talebani) islamici e ora fatti oggetto di progetti di restauro in cui sono coinvolti importanti istituzioni internazionali.

### Patrimoni dell'umanità
L'importante patrimonio culturale dell'Afghanistan è testimoniato anche dalla presenza di alcuni siti inseriti nella lista dei patrimoni dell'umanità dell'UNESCO.

### Musica
Strumento nazionale afghano è considerato il Rubâb. Una danza tradizionale afghana viene chiamata attan. Tra i cantautori e compositori più affermati ricordiamo Ahmad Zahir, considerato spesso icona della musica afghana, e ancora la cantante Naghma e il musicista Ibrahim Ibrahimi.

### Cinema
Nell'ambito cinematografico spiccano registi di successo come Atiq Rahimi, anche scrittore, vincitore nel 2008 del Premio Goncourt e che ha diretto il film Come pietra paziente (2012), e il regista Siddiq Barmak che ha diretto il film Osama, vincitore, nel 2004, del Golden Globe per il miglior film straniero, e Opium War, vincitore del Marc'Aurelio d'oro per il miglior film, nel 2008.

### Letterature afghane

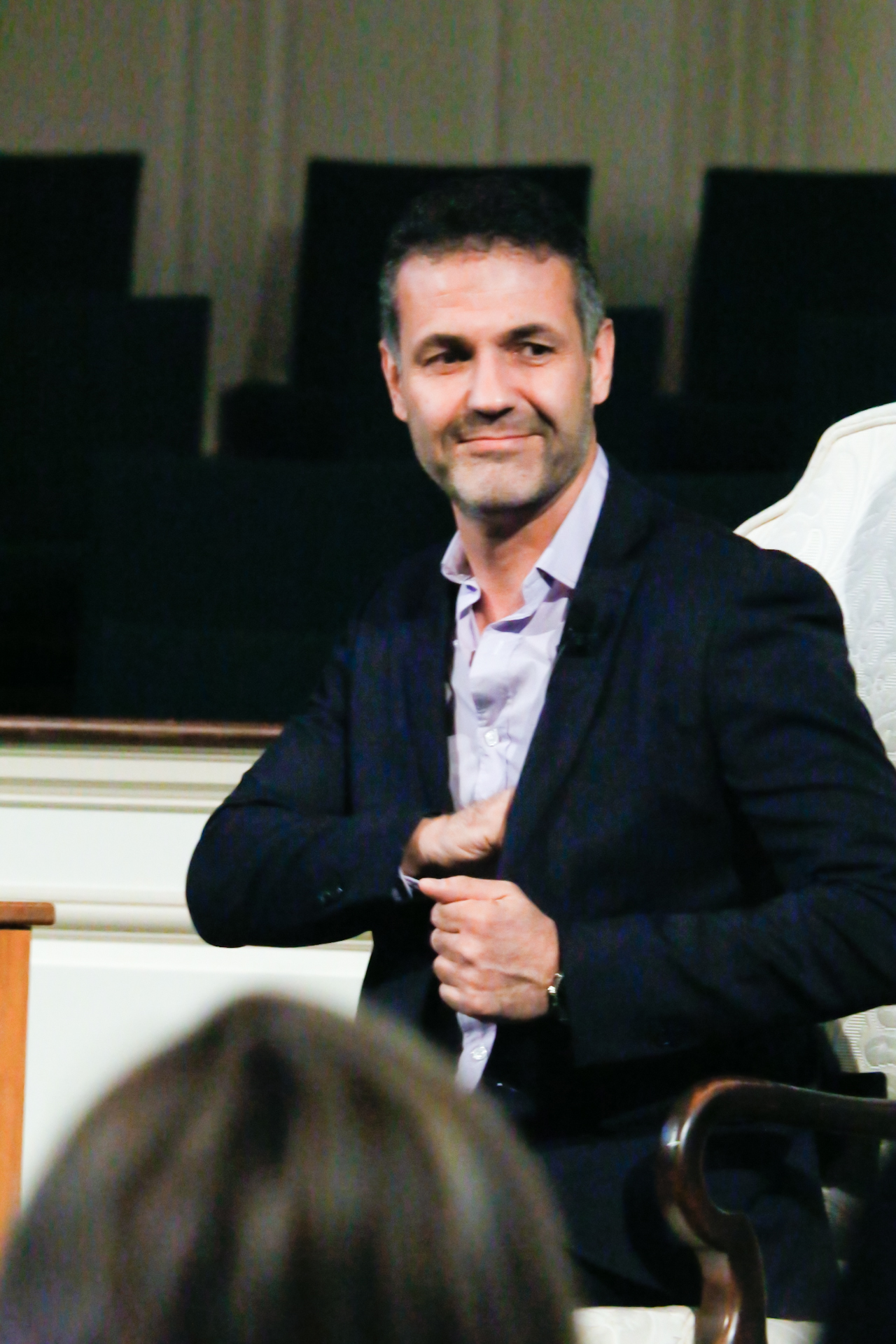
Khaled Hosseini.

Le principali lingue, persiano e pashto, parlate nel paese si collegano a due distinte tradizioni letterarie di cui senza dubbio la più vasta e prestigiosa è quella che si innesta nella letteratura persiana. Quest'ultima è fenomeno internazionale che storicamente oltrepassò i confini delle aree iraniche sia a ovest, in direzione dell'area turco-ottomana, sia a est, verso l'India dei Moghul. L'area afgana ha prodotto dal Medioevo a oggi innumerevoli poeti e scrittori di lingua persiana tra cui spiccano in particolare tre autori mistici considerati vere e proprie glorie nazionali (benché rivendicati con altrettanto ardore dall'Iran), ovvero: Abd Allah Ansari di Herat (1006-1088), grande mistico e santo sufi, Sana'i di Ghazna (XI sec- tra il 1141 e il 1151) autore di poemi mistici e, infine, Rumi di Balkh (1207-1273), considerato in tutto il mondo persofono il maggiore poeta mistico dell'intera ecumene musulmana.
La letteratura afgana in pashto, pur quantitativamente notevole e in grande crescita nell'ultimo secolo, ha sempre avuto un significato e una importanza essenzialmente locali, risentendo l'influenza sia della letteratura persiana sia delle contigue letterature dell'India. Da ricordare infine che le altre lingue parlate da piccole minoranze (uzbeko, turkmeno, baluchi) si collegano a distinte letterature che hanno tuttavia i loro centri principali oltre confine.
Entrambe le letterature principali, dalla seconda metà dell'Ottocento, si sono mostrate sensibili ai generi (romanzo, teatro), ai movimenti e agli stilemi importati dall'Europa. A partire dalle note vicende belliche che, dagli anni settanta del Novecento in poi, hanno visto l'Afghanistan preda di guerre civili e invasioni straniere, si è pure sviluppata un'ampia letteratura della diaspora, ove emergono scrittori e scrittrici (per tutti si può ricordare l'ormai celeberrimo Khaled Hosseini tradotto in ogni lingua del globo), autore del romanzo Il cacciatore di aquiloni (2003), (con oltre 30 milioni di copie vendute), che si esprimono sempre più spesso in lingue europee toccando i temi delicati della guerra, dell'emigrazione, della differenza, delle relazioni intertribali e interreligiose.
È da ricordare, inoltre, la figura di Khushal Khan Khattak, vissuto nel XVII secolo, e considerato il poeta nazionale dell'Afghanistan.
- A. Pagliaro, A. Bausani, La letteratura persiana, Sansoni-Accademia, Firenze-Milano 1968.
- A. Bausani, Le letterature del Pakistan e dell'Afghanistan, Sansoni-Accademia, Firenze-Milano 1968.

### Afghanistan nello spazio
- 29 agosto 1988: Abdul Ahad Momand è il primo afghano ad andare nello spazio
- 20 dicembre 2008: viene lanciato Afghansat 1[39], che è il primo satellite afghano[40]

## Sport
Negli ultimi anni le squadre sportive afghane hanno ottenuto diversi titoli in occasione di eventi internazionali. La squadra di pallacanestro dell'Afghanistan ha raggiunto il primo posto al South Asian Games del 2010. Nello stesso anno, la Nazionale di cricket ha vinto l'ICC Intercontinental Cup 2009-10 e, nel 2018, l'ICC World Cup Qualifier. Nel 2012 la squadra 3x3 di basket del paese ha vinto la medaglia d'oro agli Asian Beach Games e nel 2013 la Nazionale di calcio dell'Afghanistan ha vinto la Coppa della federazione calcistica dell'Asia meridionale. Altri sport popolari in Afghanistan sono la pallavolo, il taekwondo, e il bodybuilding. Per quanto concerne il pugilato, Hamid Rahimi ha vinto il campionato mondiale nel 2012 ad Amburgo.
Inoltre l'Afghanistan ai Giochi olimpici ha finora ottenuto due medaglie di bronzo, conquistate nella disciplina del taekwondo da Rohullah Nikpai.

## Gastronomia
La cucina afghana è stata influenzata dalla cucina indiana e da quella iraniana e pakistana.

## Ricorrenza nazionale
- 19 agosto: افغانستان د خپلواکۍ ورځ. Giorno dell'indipendenza dal Regno Unito, in seguito alla Terza guerra anglo-afghana e al Trattato di Rawalpindi (1919).